# زنان در بحرین

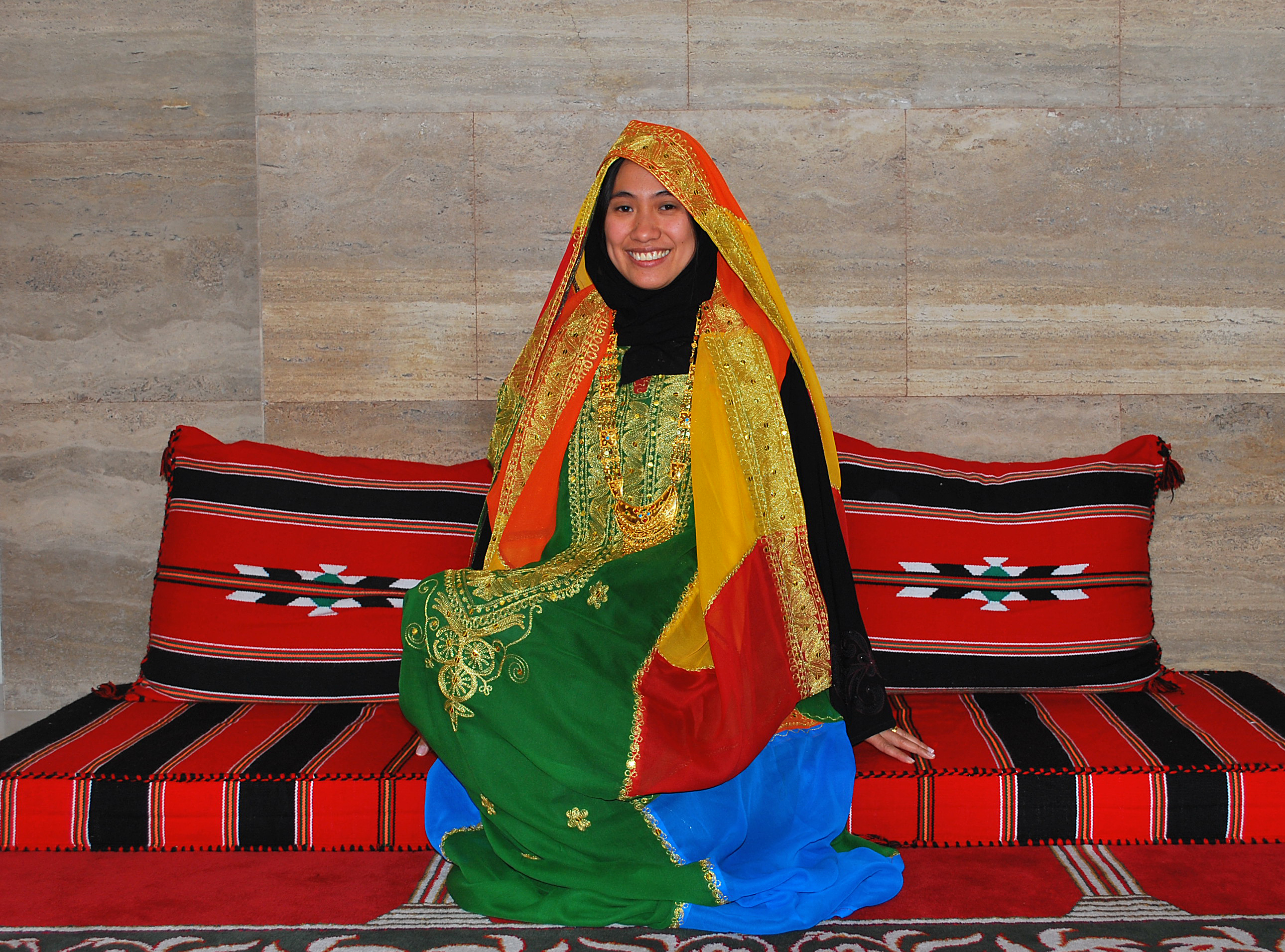
زنی در لباس عروسی از بحارنهٔ بحرین

زنان در بحرین، همچون بسیاری از مناطق دیگر در معرض مشکلات فراوان حقوقی و یا خشونت‌ها قرار می‌گیرد؛ مسائلی چون عدم جایگاه مناسب اجتماعی، خشونت نسبت به زنان در زندان و ادارات پلیس، مواجهه با با نظام مذهبی رادیکالی را می‌توان از مشکلات مهم زنان در بحرین دانست. بر اساس برآورد سال ۲۰۱۹ جمعیت بحرین ۱٫۴۵۰٫۰۰۰ نفر بوده که بیش از ۷۰۰٫۰۰۰ هزار از آن شهروندان خارجی هستند. نسبت جنسیتی در این کشور (بر اساس برآورد سال ۲۰۰۶) ۱٫۰۳ مرد نسبت به ۱ زن گزارش شده‌است.

## زنان بحرین در عرصه سیاسی

### بانوی اول
بانوی اول بحرین، همسر اول پادشاه بحرین است. نام وی شیخه سبیکه بنت ابراهیم است و دختر عموی راشد آل خلیفه و مادر ولیعهد بحرین می‌باشد. پادشاه بحرین علاوه بر وی، سه همسر دیگر نیز دارد که همگی آنها در کنار هم زندگی می‌نمایند. وی فعال حقوق زنان در بحرین محسوب می‌شود و ریاست شورای عالی زنان بحرین (انگلیسی: Supreme Council for Women) در سال‌های ۲۰۰۵ تا ۲۰۰۷ میلادی را برعهده داشت. پدر وی ابراهیم بن محمد آل خلیفه و مادرش فاطمه بنت سلمان آل خلیفه است. وی در سال ۱۹۶۸ میلادی با حمد بن عیسی بن سلمان آل خلیفه (شاه بحرین) ازدواج کرده و در سال ۲۰۰۵ دومین اجلاس زنان کشورهای عرب در بحرین را برگزار کرد. وی در سال ۲۰۰۷ در مجمع عمومی سازمان ملل متحد، با موضوع برابری جنسیتی سخنرانی کرد.

### مشارکت سیاسی
میانگین مشارکت سیاسی زنان در بحرین ۲/۳ می‌باشد که نسبت به کشورهای منطقه، بسیار پایین است. زنان بحرینی در خصوص حق رأی داشتن در انتخابات سیاسی کشور، پس از سال ۲۰۰۲ میلادی، اجازه این کار را یافتند. در همین سال، زنان بحرینی حق کانداتوری در پارلمان این کشور را نیز کسب کردند. اولین زنی که در پارلمان این کشور با کسب رأی مردمی توانست حضور پیدا کند، لطیفه القائد بود که در سال ۲۰۰۶ به مجلس این کشور وارد شد. در شهریور سال ۱۳۹۷ و برای اولین بار، یک زن به سمت مهم دولتی منصوب شد؛ عفاف زین‌العابدین، اولین زنی بود که به سِمَت «مدیر کلی امور اداری و مالی شرکت دولتی نفت و گاز القابضة» توسط محمد بن خلیفه آل خلیفه منصوب گردید.

### حبس و شکنجه
زنان در بحرین، و خصوصاً پس از شروع اعتراضات سراسری مردم به ساختار سیاسی این کشور، حضور گسترده‌ای در فضای سیاسی این کشور داشته‌اند. بسیاری از این زنان فعال، در جریان مبارزات مردمی دستگیر و بعضاً با شکنجه مواجه شدند. بر اساس آنچه از خبرگزاری منامه نقل شده است، با درز خبری برخی شکنجه‌ها در زندان‌های آل خلیفه، «مریم البردولی» جلاد زندان آل خلیفه، زندانیان را به انتقام تهدید کرد. در سال ۱۳۹۰ و با انتشار عکس‌های از رفتار خشن پلیس با تعدادی از زنان تظاهرکننده در این کشور، برخی خبرگزاری‌ها همچون العالم این عکس را با عنوان رفتار توهین‌آمیز آل خلیفه با زنان منتشر کردند. همچنین در سال ۱۳۹۲ شمسی و در پی برگزاری راه‌پیمایی مسالمت‌آمیز زنان بحرینی در منطقه دمستان بحرین، نیروهای انتظامی و امنیتی بحرین به این اعتراضات هجوم برده و با شلیک گلوله گاز به میان جمعیت باعث کشته و زخمی شدن تعدادی از شهروندان بحرینی شدند که توسط رسانه‌ها مورد توجه قرار گرفت.

بر اساس گزارش جمعیت الوفاق بحرین، بحرین در طی دو سال گذشته، بیشترین آمار بازداشت زنان در بین کشورهای عربی منطقه را داشته است. بر اساس این گزارش که در سال ۱۳۹۱ شمسی منتشر شده است، بیش از ۲۳۰ زن از آغاز تظاهرات مردمی بحرینی‌ها در طی سالهای ۱۳۸۹ تا ۱۳۹۱ توسط حکومت بحرین دستگیر شده که ۸۵ نفر آنها از بیمارستان‌ها و مطب‌های شخصی و الباقی توسط احضاریه دادگاه یا در محل کار دستگیر شده‌اند. همچنین در طی این دوسال ۱۴ زن کشته شده‌اند. بر اساس همین گزارش بیش از ۳۸۰ زن از محل کار خود به جهت سیاسی اخراج شده‌اند.

لوگوی تیم ملی فوتبال زنان بحرین

## خشونت‌های خانگی
بر اساس نظرسنجی صورت گرفته توسط شورای عالی زنان بحرین، ۹۵ درصد شرکت‌کنندگان در این همه‌پرسی، معتقد که زنان بحرینی در ادارات و محیط خانه دچار خشونت هستند. بر اساس همین گزارش، تحصیلات و اشتغال زنان در کاهش احتمال این خشونت، تاثیری ندارد.

## ورزش
بحرین دارای یک تیم ملی فوتبال زنان است؛ این تیم نماینده فوتبال زنان این کشور در رده ملی است و تحت نظارت فدراسیون فوتبال بحرین قرار دارد.